# Angelburg
Angelburg település Németországban, Hessen tartományban. Lakosainak száma 3410 fő (2023. december 31.).

## Népesség
A település népességének változása:
| Lakosok száma | 3492 | 3536 | 3566 | 3406 | 3428 | 3410 |
|               | 2014 | 2017 | 2019 | 2021 | 2022 | 2023 |